# Qué mal te fué
Qué mal te fué è un singolo della cantante dominicana Natti Natasha, pubblicato il 29 maggio su etichetta discografica Pina Records.
Il remix con Justin Quiles è stato incluso nel secondo album in studio Nattividad estratto insieme alla versione originale come primo singolo dal secondo album della cantante.